# Abéché
Abéché (em árabe: أبشه; Abshah) é uma cidade centro-oriental do Chade e também a capital da região de Uadai, tendo uma grande importância histórica, econômica e cultural local. Situada em uma área semidesértica, é um dos maiores centros urbanos do país, com uma população de 97 963 habitantes de acordo com o censo de 2009.
A cidade foi feita capital do então Império de Uadai na década de 1890, após os poços de Uara, a antiga capital, terem secado. Em 1909, tropas francesas invadiram o reino e estabeleceram uma guarnição em Abéché com parte da sua expansão colonial na região. Apesar da resistência da população local, a França assumiu o poder, forçando o sultão a renunciar ao seu trono. Naquela época, Abéché era a maior cidade do Chade, com cerca de 28 000 habitantes, mas grandes epidemias reduziram a população para 6 000 em 1919. Em novembro de 1917, Abéché foi palco de uma matança – o Massacre de Coupes-coupes  – ordenada pela comando colonial francês na cidade, que acusou injustamente alfaquis (mestres corânicos) de conspiração. Como resultado, foram executadas mais de 75 de pessoas, incluindo figuras políticas, religiosas e intelectuais locais. Em 1935, o sultanato foi restaurado por ordem do governo francês, e Muhammed Ouarada, herdeiro do trono após a morte de seu pai, tornou-se o rei.
Antigamente um dos bastiões da rota de tráfico de escravos árabes, Abéché é conhecida atualmente por seus mercados, mesquitas, igrejas, praça (Place de l'Indépendance) e pelo palácio do sultão. Cercada por savana, é um importante centro de criação de gado e também de fabricação de cobertores de pelo de camelo. A cidade possui várias escolas, um hospital, uma universidade e é uma das principais guarnições das forças nacionais do Chade. Também conta com um pequeno aeroporto, que opera das primeiras luzes ao pôr do sol, com voos regulares para N'Djaména. Além de ser um centro mercantil, Abéché é também um ponto crucial para a entrega de ajuda humanitária, atendendo aproximadamente 240 000 refugiados do Darfur, que vivem em 12 campos ao leste da cidade, próximos à fronteira com o Sudão. Diversas organizações humanitárias, como o ACNUR, a Cruz Vermelha, a GTZ alemã e o UNICEF, abriram escritórios na cidade em 2003 e 2004.
Em novembro de 2006, a cidade foi tomada pela União das Forças para a Democracia, um grupo rebelde que buscava depor o presidente Idriss Déby. No entanto, a cidade foi logo recapturada pelo exército do Chade. Abéché ganhou atenção internacional em outubro de 2007, quando 17 voluntários franceses da organização de caridade L'Arche de Zoé (A Arca de Zoé) foram presos na cidade sob acusação de sequestro de crianças.